# Botschaft der Tschechoslowakei (Bonn)

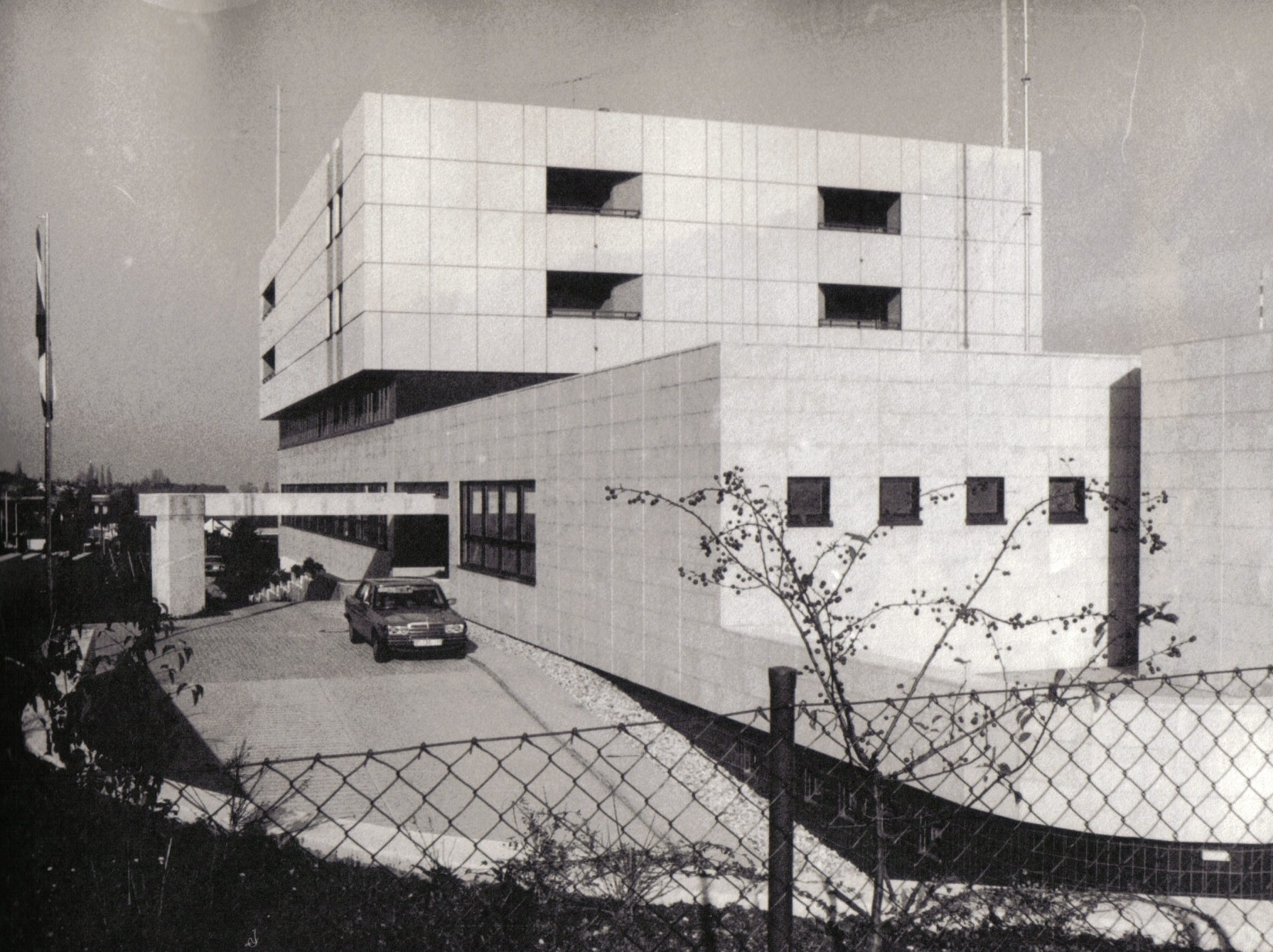
Ehemaliges Kanzleigebäude der tschechoslowakischen Botschaft, Ferdinandstraße 27

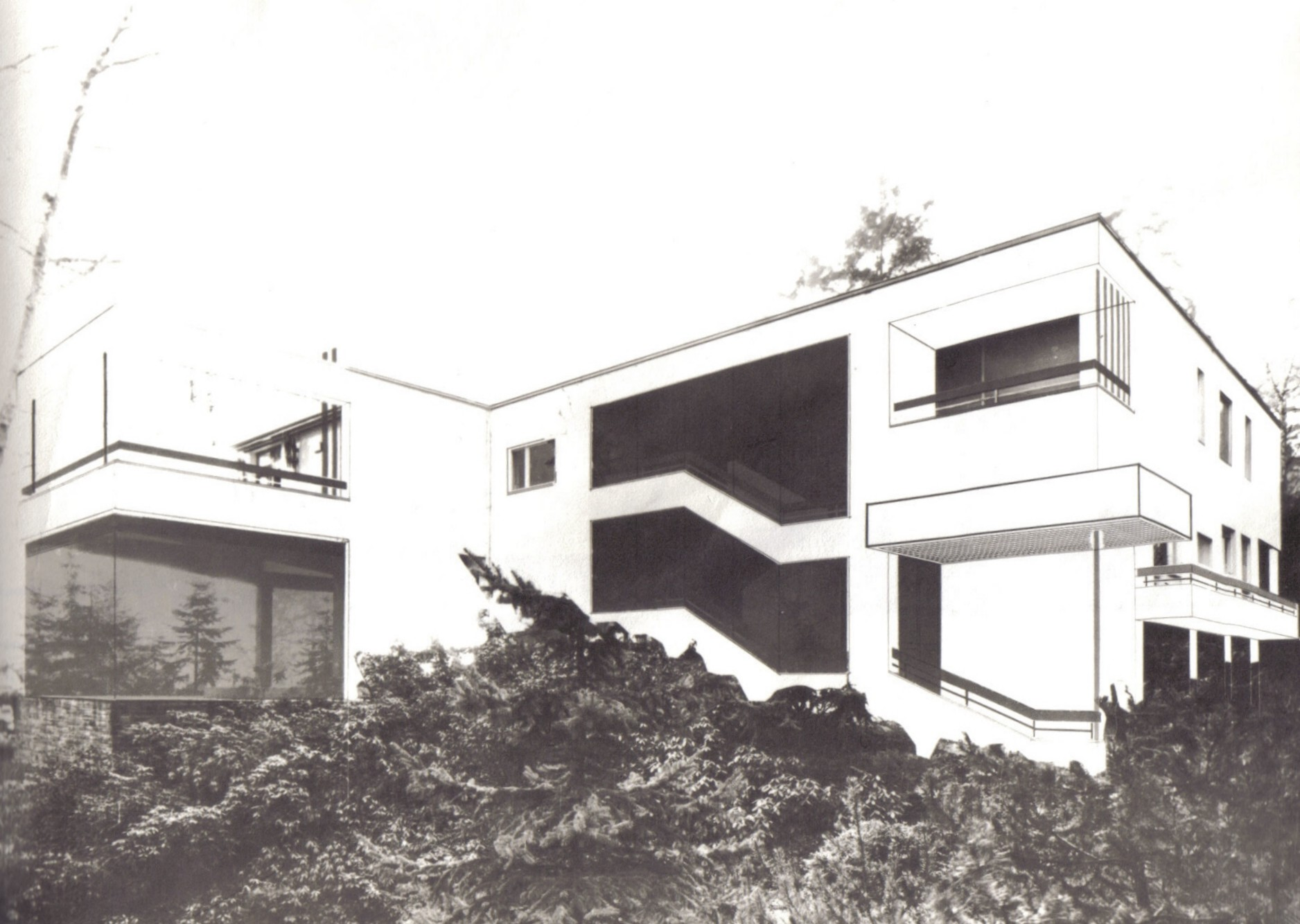
Ehemalige Residenz der tschechoslowakischen Botschaft, Am Buchenhang 5

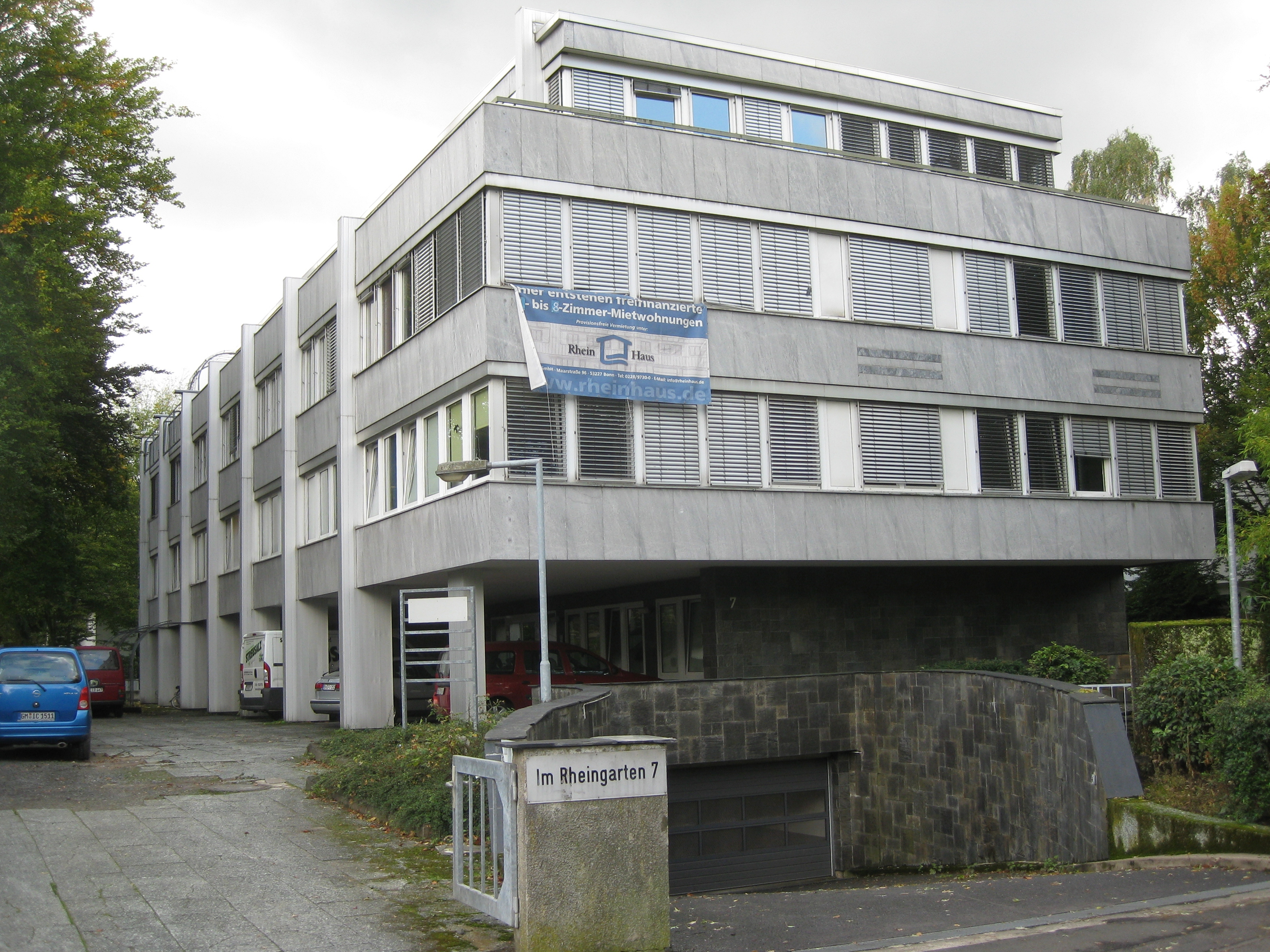
Bürogebäude Im Rheingarten 7 in Beuel, 1974–1985 Sitz der tschechoslowakischen Botschaft (2012)

Die Botschaft der Tschechoslowakei in der Bundesrepublik Deutschland hatte von 1974 bis 1992 ihren Sitz in Bonn. Mit der Teilung des Landes wurden die Botschaftsgebäude 1993 von Tschechien übernommen. Das ehemalige Kanzleigebäude der Botschaft, fertiggestellt 1985, befand sich im Ortsteil Ippendorf. Nach der Verlegung des Regierungssitzes nach Berlin 1999 wurde dort bis 2004 eine Außenstelle der Botschaft und anschließend bis 2008 ein Generalkonsulat belassen. 2012 wurde das Gebäude abgerissen.

## Lage
Die ehemaligen Botschaftsgebäude erstreckten sich in einem Wohngebiet auf einer Länge von insgesamt 200 m an der Ostseite der Ferdinandstraße von der Straße Im Blumengarten im Norden bis zur Wasserturmstraße im Süden. Das abgebrochene Kanzleigebäude (Ferdinandstraße 27) lag an der Ecke Im Blumengarten, der erhaltene ehemalige Wohnkomplex der Botschaft (Ferdinandstraße 29–37) liegt an der Ecke Wasserturmstraße.

## Geschichte
Nachdem die Tschechoslowakische Sozialistische Republik (ČSSR) und die Bundesrepublik Deutschland auf Grundlage eines Vertrags vom 11. Dezember 1973 noch am selben Tag diplomatische Beziehungen zueinander aufgenommen hatten, eröffnete die ČSSR bis 1974 eine Botschaft am Regierungssitz Bonn. Die Kanzlei der Botschaft war zunächst im Stadtbezirk Beuel (Im Rheingarten 7; erbaut 1967/68) ansässig, die Handels- sowie die Konsularabteilung im Kölner Stadtteil Marienburg (Germanicusstraße 6). Von 1975 bis 1976 entstand auf einem Hanggrundstück im Bonner Ortsteil Kessenich (Am Buchenhang 5) nach einem Entwurf des slowakischen Architekten Ľudovít Jendreják (* 1929) durch Umbau und Erweiterung einer vorhandenen Villa eine neue Residenz der Botschaft, Wohnsitz des Botschafters, während die Kanzlei weiterhin in Beuel beheimatet blieb.
Als sich die tschechoslowakische Regierung auf eine längere Anwesenheit am Regierungssitz Bonn einzustellen begann, plante sie Anfang der 1980er-Jahre einen Neubau der Botschaftskanzlei im Bonner Ortsteil Ippendorf, der auch die Konsularabteilung aufnehmen sollte. Das Projekt umfasste neben dem Kanzleigebäude auch einen diesem benachbarten Wohnkomplex für Botschaftsmitarbeiter. Mit Planung und Entwurf des Neubaus war erneut neben anderen Ľudovít Jendreják beauftragt. Nach 1980 begonnen, wurde er im Sommer 1985 fertiggestellt. Auf der Baustelle kamen eigens aus ihrem Land eingereiste tschechische Arbeiter zum Einsatz. Am 1. Juli 1985 nahm die Botschaft offiziell ihre Arbeit in dem neuen Kanzleigebäude auf; die Konsularabteilung zog im folgenden Herbst aus Köln-Marienburg in das Gebäude um, während die Handelsabteilung dort verblieb. In Folge der Samtenen Revolution von April 1990 bis Ende 1992 Sitz der Botschaft der Tschechischen und Slowakischen Föderativen Republik, wurde die Liegenschaft zum Jahresbeginn 1993 ebenso wie die Residenz im Ortsteil Kessenich von der nun eigenständigen Tschechischen Republik übernommen. Die Slowakische Republik mietete übergangsweise – bis zum Bezug eines eigenen Botschaftsgebäudes – einige Räume von Tschechien an.
Im Zuge der Verlegung des Regierungssitzes zog die Hauptstelle der tschechischen Botschaft im Oktober 1999 nach Berlin um (→ Tschechische Botschaft in Berlin). Im Juli 2001 verkaufte Tschechien den ehemals zur Botschaft gehörigen Wohnkomplex an einen Privatinvestor, der ihn renovieren ließ. In Bonn war eine Außenstelle der Botschaft mit dem Konsularbezirk Nordrhein-Westfalen, Hessen, Rheinland-Pfalz und Saarland belassen worden, die am 1. September 2004 bei gleichbleibendem Konsularbezirk in ein Generalkonsulat umgewandelt wurde. Nachdem auch das Generalkonsulat zum 1. Juli 2008 geschlossen wurde, stand das ehemalige Botschaftsgebäude leer. Im März 2009 wurde die Liegenschaft mit einem Grundstück von etwa 6.700 m² von einem Bauträger und Projektentwickler erworben, der einen Abriss des Gebäudes zugunsten eines Ensembles – unter dem auf die ehemalige Botschaft bezogenen tschechischen Namen Smetana Carrée – aus in der Höhe gestaffelten Wohngebäuden beabsichtigte. Nach verschiedentlichen Umplanungen sah der Bebauungsplan letztlich bis zu drei- und viergeschossige Wohnhäuser und sogenannte „Stadtvillen“ mit insgesamt 55 Wohnungen vor. Nach seiner Genehmigung im Frühjahr 2012 wurde das ehemalige Botschaftsgebäude abgerissen, sodass die Neubebauung des Geländes beginnen und im Spätsommer 2014 abgeschlossen werden konnte. Der dem abgerissenen Kanzleigebäude benachbarte Wohnkomplex besteht als Wohnresidenz Ippendorf weiterhin, ebenso als Wohnhaus die ehemalige Residenz der Botschaft im Ortsteil Kessenich.

## Gebäude
Das ehemalige Kanzleigebäude der Botschaft war ein Komplex aus zwei ihrer Funktion entsprechend unterschiedlich gestalteten Bauteilen: einem um einen Innenhof herum ausgeführten rechteckigen Bürotrakt mit einer travertinverkleideten Fassade, der neben den Büros auch ein Archiv und einige Gästewohnungen beheimatete, sowie einem niedrigeren Gebäude mit der Eingangs- und Empfangshalle, einer Küche und einem Versammlungsraum. Die Fenster in den oberen Geschossen waren überwiegend zum Innenhof gelegen. Der Empfangsraum war rund 300 m² groß und nach Bedarf unterteilbar, der Versammlungsraum fasste 50 Personen und war auch als Kino und Presseraum nutzbar. Ein großer Teil der Inneneinrichtung des Gebäudes bestand aus Nussbaumholz sowie jugoslawischem Marmor, der auch an dem vom Empfangsraum zugänglichen Wintergarten zum Einsatz kam. Der Verwaltungs- und der Empfangsteil der Botschaft hatten einen gemeinsamen Eingang als Haupteingang zur Botschaft, die Konsularabteilung einen eigenen Eingang von der Straße aus.
Der dem Kanzleigebäude benachbarte ehemalige Wohnkomplex der Botschaft ist viergeschossig und beinhaltet 47 Zwei- und Dreizimmerwohnungen sowie zwei Gewerbeeinheiten.